# Chahar (Provinz)

Ehemalige Provinz Chahar

Die Provinz Chahar (chinesisch 察哈爾 / 察哈尔, Pinyin Cháhā’ěr, mongol. Цахар), auch unter den Namen Chaha’er, Chakhar oder Qahar bekannt (Abk. 察,  Chá), war eine Provinz Chinas in den Jahren von 1928 bis 1952, die sich größtenteils auf dem Gebiet der heutigen Inneren Mongolei und auch in Hebei befand. Sie war nach dem mongolischen Stamm der Chahar benannt. Ihre Hauptstadt war Zhangjiakou, welche unter dem alten Namen Kalgan 1936/37–1945 auch Hauptstadt des japanischen Marionettenstaates Mengjiang war.
1934 drang die Kwantung-Armee nach Chahar vor und übernahm ein Jahr später den nordöstlichen Teil der Provinz.